# Mỹ Thạnh Đông
Mỹ Thạnh Đông là một xã thuộc huyện Đức Huệ, tỉnh Long An, Việt Nam.

## Địa lý
Xã Mỹ Thạnh Đông có diện tích 32,8 km², dân số năm 1999 là 7.213 người, mật độ dân số đạt 220 người/km².

## Hành chính
Xã Mỹ Thạnh Đông được chia thành 5 ấp: 1, 2, 3, 4, 6.

## Lịch sử
Ngày 18 tháng 7 năm 2019, HĐND tỉnh Long An ban hành Nghị quyết số 43/NQ-HĐND về việc sáp nhập Ấp 5 vào Ấp 4.